# Sowjetlettische Schützendivision
Die Sowjetlettische Schützendivision (lett.:Latviešu strēlnieku padomju divīzija) war von 1918 bis 1920 ein militärischer Großverband unter dem Oberbefehl der Roten Armee.

## Aufstellung
Der Verband wurde am 13. April 1918 aus revolutionär gesinnten Teilen der lettischen Schützenregimenter der ehemaligen Zarenarmee gebildet. Die Division umfasste drei Brigaden mit jeweils drei Schützenregimentern, ein Kavallerieregiment, drei Artilleriedivisionen, ein Reserveregiment sowie Einheiten der Waffengattungen Pioniere, Verbindung etc. Es handelte sich um die erste reguläre Division der Roten Armee. Die Personalstärke betrug ungefähr 23.000 Mann.

## Einsätze
Teile der Division besetzten 1918 wichtige Punkte in Moskau bei der Niederschlagung des Aufstands der Linken Sozialrevolutionäre. Von Dezember 1918 bis Juli 1919 kämpfte die Division unter sowjetlettischer Flagge im Lettischen Unabhängigkeitskrieg. Ab September nach dem Verlust des lettischen Staatsgebietes in Weißrussland gegen die polnische Armee. Hier wurde der Verband auch mit nichtlettischen Soldaten aufgefüllt. Nach Verlegung an die südliche Front Sowjetrusslands war die Krim der Einsatzort. Nach dem Sieg über die Armee Wrangels begann die Demobilisierung der Division. Aufgrund der Regelungen im Frieden von Riga (1920) konnten die lettischen Soldaten in die nunmehr unabhängige Republik Lettland zurückkehren. Viele kommunistisch gesinnte Soldaten blieben jedoch in der Roten Armee, wo sie zum großen Teil den stalinistischen Säuberungen der 1930er Jahre zum Opfer fielen.

## Kommandeure
- Jukums Vācietis (April 1918 – Juli 1918)
- Pēteris Avens  (Juli 1918 – Januar 1919)
- G. Mangulis (Januar 1919 – März 1919)
- A. Martusevičs (März 1919 – Oktober 1919)
- F. Kalniņš (Oktober 1919 – Juli 1920)
- K. Stucka  (Juli 1920 – November 1920)

## Offizielle Bezeichnungen
- Ab 12. Januar 1919: 1. Sowjetlettische Schützendivision
- Ab 26. Juni 1919:   Lettische Schützendivision
- Ab 8. Juli 1919:    53. Schützendivision
- Ab 3. August 1919:  Lettische Schützendivision